# Rune Gustafsson
Rune Urban Gustafsson (n. 25 august 1933, Göteborg - d. 15 iunie 2012) a fost un chitarist, compozitor de jazz și actor din Suedia.
Cariera muzicală și-a început-o cu bateristul Nils Bertil Dahlander la Göteborg. Apoi s-a mutat la Stockholm în anii 1950, unde a colaborat cu Putte Wickman (Swedish Jazz Kings, EP, 1957), Arne Domnérus Radiobandet și Radiojazzgruppen devenind un muzician de studio cu bună reputație.
Primul său disc a fost Young Guitar (Metronome, MLP 15072, 1961) cu Arne Domnérus, Jan Johansson, Jimmy Woode, Bjarne Nerem, Börje Fredriksson și Jan Allan.
Rune at the Top a fost scos în 1969 și îl are printre alții ca membrii pe norvegianul Jon Christensen la baterie. A cântat în Arne Domnérus duo (Dialog, 1972) și orchestrele lui, cu Jan Johansson, Georg Riedel, Cornelis Vreeswijk, Ulf Johansson etc. Pe discul propriu Rune Gustafsson himself plays Gilbert O'Sullivan (1973) a colaborat cu Egil Johansen, cu care a colaborat foarte mult, de exemplu pe Killing me Softly (1973) și Move (1977).
Pe discul său On a Clear Day (Sonet, SLP 2581, 1976) i-a avut drept colaboratori pe Red Mitchell și toboșarul lui Duke Ellington Ed Thigpen. Pentru discul Move (Sonet, 1977) a primit premiul Gyllene skivan („Discul de aur”). A cântat pe două discuri ale lui Zoot Sims, „The Sweetest Sounds” și „In a Sentimental Mood”.
Gustafsson a primit premiile „Albin Hagströms Minnespris” (1997), „Thore Erhlingstipendiet” (2001), „Guitarpeople's Prize” (2004) și „Premiul Lars Gulin” (2009).
Chitaristul de jazz originar din România Radu Goldiș a fost influențat de stilul interpretativ al lui Gustafsson.

## Muzică de film
- 1992 - Söndagsbarn („Copii de duminică”)
- 1975 - Släpp fångarne loss, det är vår! („Eliberați pușcăriașii, este primăvară!”)
- 1972 - Mannen som slutade röka („Bărbatul care s-a lăsat de fumat”)

## Actor
- 1975 - Släpp fångarne loss, det är vår!
- 1964 - Svenska bilder